# Gaius Rutilius Honoratus
Gaius Rutilius Honoratus war ein im 2. Jahrhundert n. Chr. lebender Angehöriger des römischen Ritterstandes (Eques).
Durch ein Militärdiplom, das auf den 27. September 154 datiert ist, ist belegt, dass Honoratus 154 Kommandeur der Ala I Praetoria war, die zu diesem Zeitpunkt in der Provinz Pannonia inferior stationiert war.
In dem Diplom ist die Herkunft von Honoratus mit der Abkürzung HADR angegeben; er stammte daher entweder aus einer der Städte mit dem Namen Hadrianopolis, aus Hadrumetum in Africa proconsularis oder aus Hadria im Picenum.